# Ourdon
Ourdon ist eine französische Gemeinde mit 14 Einwohnern (Stand 1. Januar 2022) im Département Hautes-Pyrénées in der Region Okzitanien. Sie gehört zum Kanton Lourdes-2 und zum Arrondissement Argelès-Gazost.

## Lage
An der östlichen Gemeindegrenze verläuft das Flüsschen Nès.
Ourdon ist umgeben von folgenden Nachbargemeinden:
|                | Ousté                                       | Juncalas, Ourdis-Cotdoussan |
| Berbérust-Lias | Kompassrose, die auf Nachbargemeinden zeigt |                             |
| Saint-Pastous  |                                             | Gazost                      |

## Bevölkerungsentwicklung

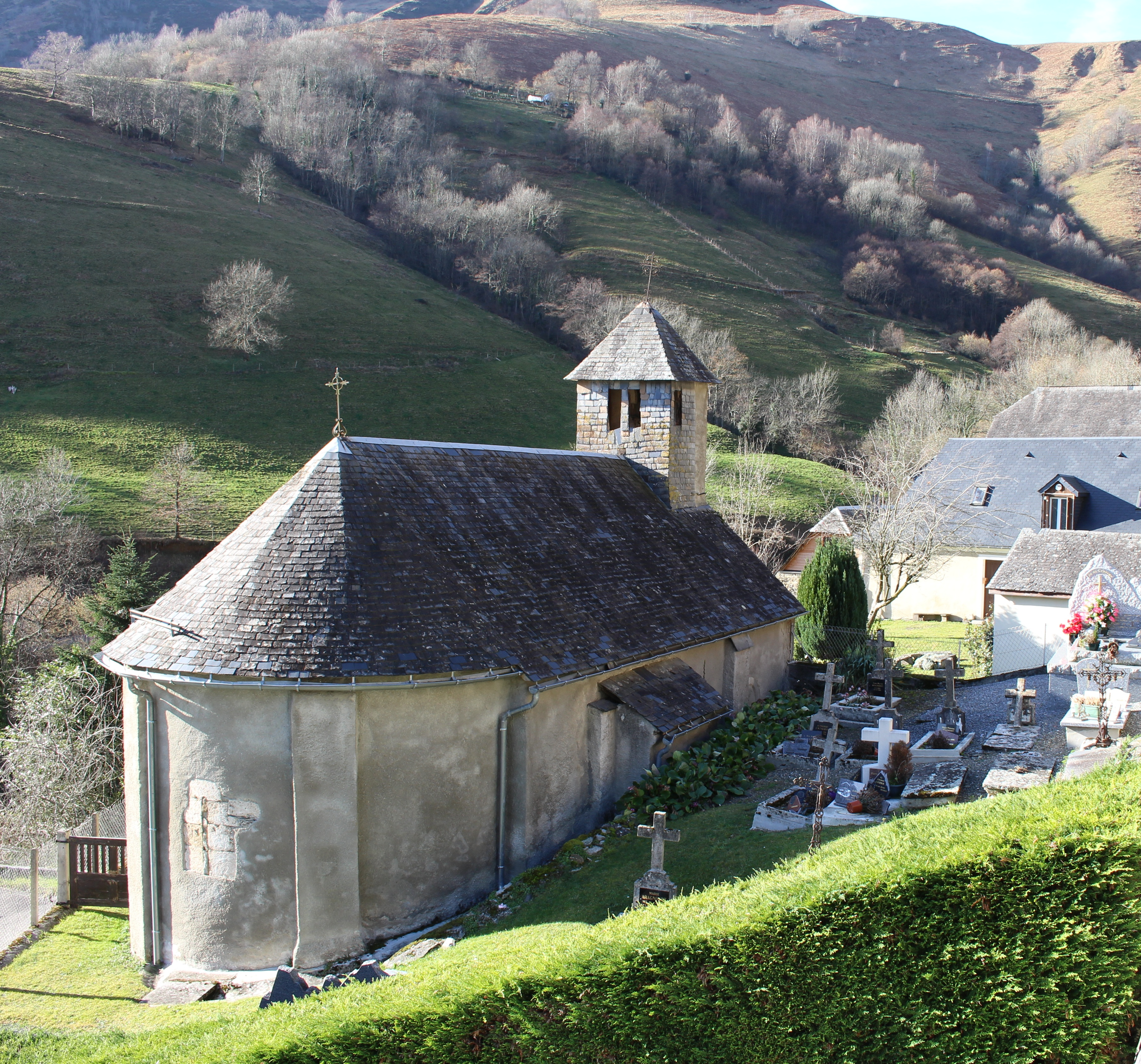
Kirche Saint-Pierre-aux-Liens

| Jahr                      | 1962 | 1968 | 1975 | 1982 | 1990 | 1999 | 2008 | 2016 |
| ------------------------- | ---- | ---- | ---- | ---- | ---- | ---- | ---- | ---- |
| Einwohner                 | 20   | 17   | 16   | 17   | 9    | 6    | 9    | 5    |
| Quelle: Cassini und INSEE |      |      |      |      |      |      |      |      |